# CCDC50
CCDC50‏ (Coiled-coil domain containing 50) هوَ بروتين يُشَفر بواسطة جين CCDC50 في الإنسان.